# گمینا شویچیه
گمینا شویچیه (به لهستانی:  Gmina Świecie) یک گمینا در لهستان است که در شهرستان شفیچه واقع شده‌است. گمینا شویچیه ۱۷۴٫۸۱ کیلومتر مربع مساحت و ۳۲٬۸۶۶ نفر جمعیت دارد.